# Google Goggles
Google Goggles（グーグル ゴーグル）は、Googleによって開発された画像検索用のモバイルアプリケーション。デバイスで撮影した写真やその他の画像を解析して、その画像に基づいた情報を検索する。

## 用途
Google Gogglesは、通常の検索で使われるテキスト入力などは必要とせず、デバイスで撮影した写真や画像をベースに検索する。主に缶やボトルのラベルやランドマークなどを識別することができる。ランドマークや絵画などの芸術作品を解析すれば、その名称や詳細などが検索される。また、ある製品のバーコードをGoogle Gogglesで解析し、同様の製品の価格を調べる機能を持つ。

## 歴史
- 2009年12月7日 Android向けのGoogle GogglesをGoogle Labsから試験的に公開した[4]。
- 2010年5月7日 バージョン1.1にアップデート。画像に含まれるテキストを翻訳する機能を追加[5]。
- 2011年1月10日 バージョン 1.3にアップデート。数独を解く機能を追加[6]。
- 2011年5月10日 バージョン1.4にアップデート。名刺の読み取り、メモ機能追加。
- 2011年6月22日 バージョン1.5にアップデート。翻訳言語追加、類似画像の表示方法変更、テキストコピーのショットカット追加。
- 2011年9月14日 バージョン 1.6にアップデート。他のカメラアプリで撮影した写真をバックグラウンドで自動解析する機能を追加[7]。
- 2011年12月7日 バージョン 1.7にアップデート。シャッターを押さずに自動検索、テキスト検索を追加[8]。
- 2018年8月20日 廃止された。最新のアップデートでは、アプリの起動時にGoogle レンズまたはGoogle フォトをダウンロードするようユーザーに指示するように更新[9]。